# EB Games
EB Games (раніше відомий як Electronics Boutique та EB World) - американський роздрібний продавець комп'ютерів та відеоігор. Вперше створена як американська компанія в 1977 році Джеймсом Кімом з єдиним магазином, орієнтованим на електроніку, у ТРЦ King of Prussia поблизу Філадельфії, пізніше компанія переросла у міжнародну корпорацію. Батьківська корпорація EB Games, GameStop, має штаб-квартиру в місті Грейпвайн, Техас, передмісті Далласа.
Коли Electronics Boutique була незалежною компанією, її штаб-квартира знаходилася у містечку Вест-Гошен, штат Пенсільванія, неподалік від Західного Честера.
Бренд EB Games наразі працює в Австралії та Новій Зеландії. GameStop також керує деякими магазинами під брендом EBX.

## Історія
Спочатку компанія в основному продавала калькулятори та цифрові годинники. У період з 1977 р. до середини 1990-х років компанія розширилася, а потім припинила продаж комп’ютерів, програмного забезпечення та інших супутніх товарів. Electronics Boutique також керував магазинами під назвою Games 'n Gadgets. Магазини Games 'n Gadgets були зосереджені більше на розвагах та іграх, а не на бізнесі та продуктивності. У середині 1990-х років фокус компанії перемикнувся на телевізійні відеоігри та консолі, хоча багато магазинів все ще підтримують розділи ігор для ПК.
У травні 2000 року, щоб об’єднати свою компанію, Electronics Boutique змінив переважну більшість своїх нинішніх магазинів EB та EB Gameworld на назву EB Games. Вони також оголосили, що вони або закриють, або продадуть усі свої колекційні магазини EB Kids та Brandywine Sports.
Протягом багатьох років основний центр розповсюдження EB Games був у Луїсвіллі, штат Кентуккі, з двома меншими центрами розповсюдження та міжнародною штаб-квартирою, усі вони розташовані у Західному Честері, штат Пенсільванія. 
У жовтні 2004 року компанія EB Games відкрила свої двері для свого нового розподільчого центру площею 314 000 квадратних футів (29 200 м2) у містечку Садсбері, штат Пенсільванія. Міжнародна штаб-квартира у Західному Честері залишалася відкритою, проте всіх, хто працював у старих дистриб'юторських центрах, перевели на нове місце.
Станом на 30 липня 2001 року компанія мала 2280 магазинів у США (включаючи Пуерто-Рико), Канаду, Велику Британію, Австралію, Австрію, Данію, Фінляндію, Німеччину, Італію, Нову Зеландію, Норвегію, Іспанію та Швецію. під назвою EB Games and Electronics Boutique.

### Злиття EB Games та GameStop
У четвер, 6 жовтня 2005 року, акціонери EB Games та GameStop погодилися на угоду про поглинання у розмірі 1,44 млрд доларів, угода пропонувала 38,15 доларів  готівкою, а також приблизно ¾ частки акцій GameStop на кожну 1 акцію акцій EB Games. Ця пропозиція була 34,2% премією над ціною закриття акцій EB Games за $ 41,12 за акцію. Компанія GameStop вирішила закрити новозбудований дистриб’юторський центр EB Games у Садсбері, штат Пенсільванія, їх кол-центр у Лас-Вегасі, штат Невада, та свою міжнародну штаб-квартиру у Західному Честері, штат Пенсільванія, усунувши понад 800 робочих місць. Тільки 65 колишнім працівникам EB Games запропонували роботу в штаб-квартирі GameStop у місті Грейпвайн, Техас.  

### Міжнародний ринок
EB розпочала свою міжнародну експансію з відкриття трьох магазинів у Торонто та Онтаріо, Канада в 1993 році. Станом на травень 2008 року канадський підрозділ був найбільшим із міжнародних підрозділів, що налічує понад 300 магазинів EB Games. 
У 1995 році компанія розширилася до Великої Британії, купивши 25% фінансово проблемного британського рітейлера ігор Rhino Group. Назва мережі була змінена з Future Zone на "Electronics Boutique" відповідно до нового власника. Джон Стейнбрехер, віце-президент магазинів Electronic Boutique у США та Канаді, був направлений до Великої Британії для управління мережею. Зберігайте реконструкції, зміни асортименту продуктів та використані відеоігри разом, щоб відновити фінанси мережі. 
Electronics Boutique розпочав свою діяльність в Австралії в 1997 році та швидко став спеціалізованим роздрібним продавцем відеоігор у країні та єдиним у країні.
Хоча при злитті була створена компанія, відокремлена від материнської компанії в США, EB зберігала 24% акцій власності у об'єднаному ланцюжку протягом певного періоду і, відповідно до угоди про злиття, стягувала з неї значні гонорари за управління до 2004 року, коли компанії погодилися розірвати решта їхніх зв'язків з одноразовим врегулюванням. Бренд GAME замінив назву EB у всіх колишніх магазинах EB у Великій Британії та Ірландії. Нова компанія стала найбільшим роздрібним продавцем відеоігор у Великій Британії. Однак GameStop знову працює в Ірландії під брендом GameStop. 
23 травня 2005 року компанія EB Games оголосила про остаточну угоду про придбання Jump, роздрібного продавця з Валенсії, Іспанія, який продає ПК та іншу побутову електроніку. EB Games планує впровадити обладнання та програмне забезпечення для відеоігор у 141 магазинах Jump протягом наступних кількох місяців. 
22 червня 2008 р. з'явилися повідомлення про те, що EB Games у Новій Зеландії придбає The Gamesman - найбільший у Новій Зеландії незалежний спеціалізований ігровий магазин. 
28 липня 2021 р. GameStop оголосила про ребрендинг усіх магазинів EB Games у Канаді до GameStop до кінця 2021 р., Отримавши відгуки від своїх клієнтів та акціонерів.